# Tylophorella
Tylophorella — рід грибів. Назва вперше опублікована 1890 року.

## Класифікація
До роду Tylophorella відносять 2 види:
- Tylophorella polyspora
- Tylophorella pyrenocarpoides